# ФНБ-Стедіум
«ФНБ-Стадіон» (англ. FNB Stadium) — стадіон, розташований у районі Совето, Йоганнесбург, ПАР. Найбільший стадіон Африки, розрахований на 94 700 місць.

## Історія
Будівництво завершено 1987 року, а 2009 року, напередодні Чемпіонату світу з футболу 2010, арену було реконструйовано.
Стадіон було обрано для проведення матчів чемпіонату світу з футболу 2010. На арені відбулися п'ять ігор групового раунду, одна гра 1/8 фіналу, один поєдинок 1/4 і фінальний матч чемпіонату.
Під час чемпіонату світу стадіон мав назву «Соккер-Сіті» (англ. Soccer City, афр. Sokkerstad — футбольне місто). Після чемпіонату стадіон хотіли перейменувати на Національний стадіон, однак 11 серпня 2010 року Перший національний банк виграв судовий позов і стадіону повернули назву «ФНБ-Стадіон».
Та нині, як і до футбольного чемпіонату, головним спортивним змаганням на стадіоні є регбі. Тут грають національна збірна ПАР — Springboks та команда Лайонз (регбі) — учасник однієї з найсильніших ліг світу — Суперрегбі.